# Сала-і-Гомес
26°28′20″ пд. ш. 105°21′45″ зх. д. / 26.4721° пд. ш. 105.36257° зх. д.
Сала-і-Гомес (ісп. Isla Salas y Gómez) — невеликий незаселений чилійський острів у Тихому океані. Його іноді вважають найсхіднішою точкою полінезійського трикутника.
Острів Салас-і-Гомес та навколишні його води — морська заповідна територія , площа заповідної акваторії — 150 000 км².

## Географія
Острів розташований за 3210 км на захід від чилійського узбережжя, за 2490 км на захід від Іслас-Десвентурадас та за 391 км ENE від острова Пасхи. Складається з двох скель: меншої на заході площею 4 га (270 х 200 м) і більшої на сході площею 11 га (500 х 270 м), що сполучені вузьким перешийком, завширшки 30 метрів. Загальна площа приблизно 15 га (0,15 км²), загальна довжина NW-SE — 770 метрів. Найвища висота на західній скелі — 26 метрів.
В 1994 році ВМС Чилі встановив автоматизований маяк та систему попередження про цунамі. Острів з тих пір оголошений заповідником природи

## Геологія
Сала-і-Гомес — вулканічний острів, є вершиною підводної гори, що здіймається приблизно на 3500 метрів від морського дна.
Варто згадати сусідні підводні гори на хребті Наска Пукао та Моаї та гарячу точку острова Пасхи.

## Флора
Салас-і-Гомес та острів Пасхи є у складі екорегіону тропічні та субтропічні сухі широколистяні ліси. Але Сала-і-Гомес значною мірою безплідний, без лісів і має лише чотири види наземних рослин; серед них Asplenium obtusatum.